# Twink Caplan
Twink Caplan (Pittsburgh, 25 dicembre 1947) è un'attrice statunitense.

## Filmografia parziale

### Cinema
- Ricominciare ad amarsi ancora (Falling in Love Again), regia di Steven Paul (1980)
- Sotto l'arcobaleno (Under the Rainbow), regia di Steve Rash (1981)
- Spiccioli dal cielo (Pennies from Heaven), regia di Herbert Ross (1981)
- Senti chi parla (Look Who's Talking), regia di Amy Heckerling (1989)
- La regina dell'inferno (Night Angel), regia di Dominique Othenin-Girard (1990)
- Senti chi parla 2 (Look Who's Talking Too), regia di Amy Heckerling (1990)
- Buona fortuna, Mr. Stone (The Pickle), regia di Paul Mazursky (1993)
- Ragazze a Beverly Hills (Clueless), regia di Amy Heckerling (1995)
- 2 Young 4 Me - Un fidanzato per mamma (I Could Never Be Your Woman), regia di Amy Heckerling (2007)
- Identikit di un delitto (The Flock), regia di Wai-keung Lau, Niels Mueller (2007)
- Amore al primo... Gulp (Love at First Hiccup), regia di Barbara Topsøe-Rothenborg (2009)

## Doppiatrici italiane
- Ida Sansone in Senti chi parla
- Serena Verdirosi in Senti chi parla 2